# LATAM Airlines Brasil
LATAM Airlines Brasil (precedentemente TAM Linhas Aéreas) è la più grande compagnia aerea del Brasile, con sede a San Paolo. LATAM Brasil è la divisione brasiliana di LATAM Airlines Group.

## Storia

### Inizi
La Táxi Aéreo Marília fu fondata nel 1961 da dieci piloti di aeroplani a monomotore. All'epoca trasportavano merci e passeggeri in Paraná, San Paolo e Mato Grosso. Dopo sei anni, il gruppo fu acquistato dall'imprenditore Orlando Ometto e la sua sede fu trasferita a San Paolo, iniziando il trasporto della posta. Nel 1971 il comandante Rolim Amaro, che aveva precedentemente lavorato per la società alla sua fondazione, venne invitato da Orlando Ometto a essere socio di minoranza della società, con il 33% delle azioni. L'anno successivo il pilota acquisì la metà delle quote e assunse la direzione dell'azienda. Nel 1976 la società cambiò nome in TAM, anno in cui Rolim deteneva il 67% del capitale. 

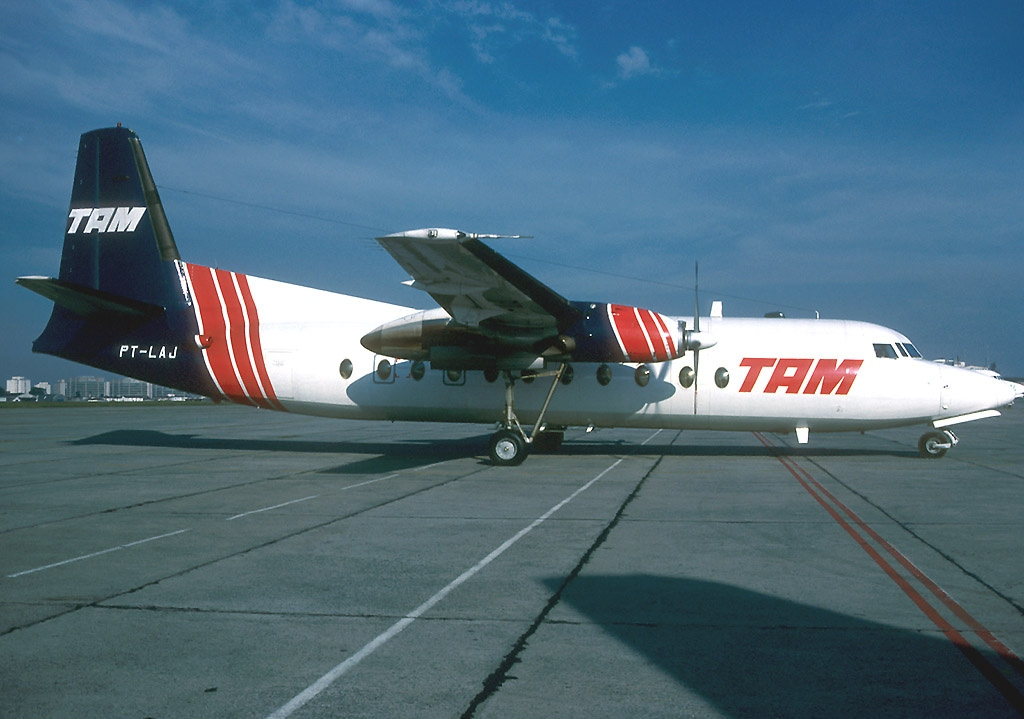
Un Fokker F-27 di TAM.

### Espansione
Negli anni '80, l'azienda iniziò ad utilizzare il Fokker F27, in sostituzione dell'Embraer EMB 110 e nel 1981, trasportò un milione di passeggeri. Nel 1986 la società acquisì la compagnia aerea VOTEC, espandendo le sue destinazioni nelle regioni del Midwest e del Nord. Nel 1996 iniziò ad operare su tutto il territorio nazionale; dopo aver acquisito la compagnia Lapsa (Líneas Aéreas Paraguayas) dal governo paraguaiano che fu ribattezzata in TAM Mercosur e opera con il nome di LATAM Airlines Paraguay. Nel 2003, TAM iniziò a condividere i voli con Varig e lanciò e-TAM, un dispositivo che consentì ai passeggeri di effettuare il check-in in soli 10 secondi. Nel 2004 concluse una serie di accordi commerciali con compagnie aeree regionali come Voepass Linhas Aéreas, Ocean Air, Total, TRIP e Pantanal. Nel 2007, TAM avviò un nuovo processo per modernizzare la sua flotta, acquistando 22 Airbus A350, con 10 opzioni di acquisto in più, oltre a quattro Boeing 777.

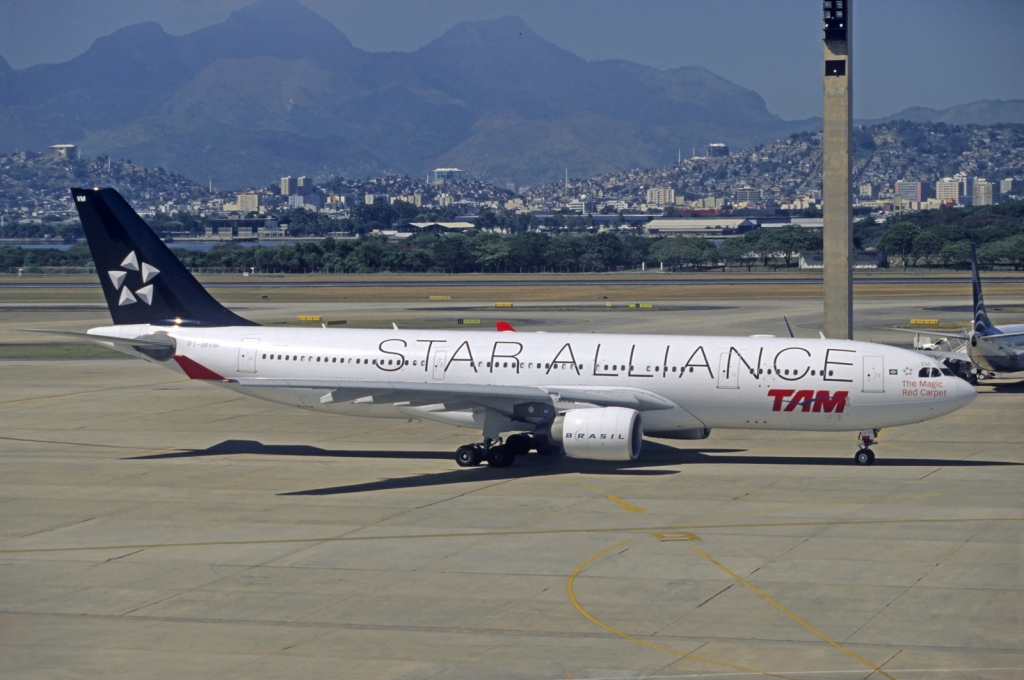
Un Airbus A330-200 di TAM in livrea Star Alliance.

### Inizio delle rotte internazionali
Nel 1998 i primi Airbus A330 furono consegnati a TAM e la compagnia effettuò il suo primo volo internazionale, sulla rotta da San Paolo a Miami. Nel 1999 lanciò la sua prima rotta verso l'Europa, destinata alla città di Parigi. Nel 2004, la frequenza giornaliera dei viaggi negli Stati Uniti e in Europa aumentò a 24 voli settimanali mentre nel 2005 ereditò le rotte internazionali di VARIG per Buenos Aires con cinque frequenze giornaliere, Santiago con una frequenza giornaliera, New York con due frequenze giornaliere e aumentò la rotta a due frequenze giornaliere la rotta per Parigi. Nel 2006 iniziò una nuova rotta per Miami, con partenza da Manaus e una rotta per Londra. Nel 2007 iniziò le rotte per Milano e Cordoba.

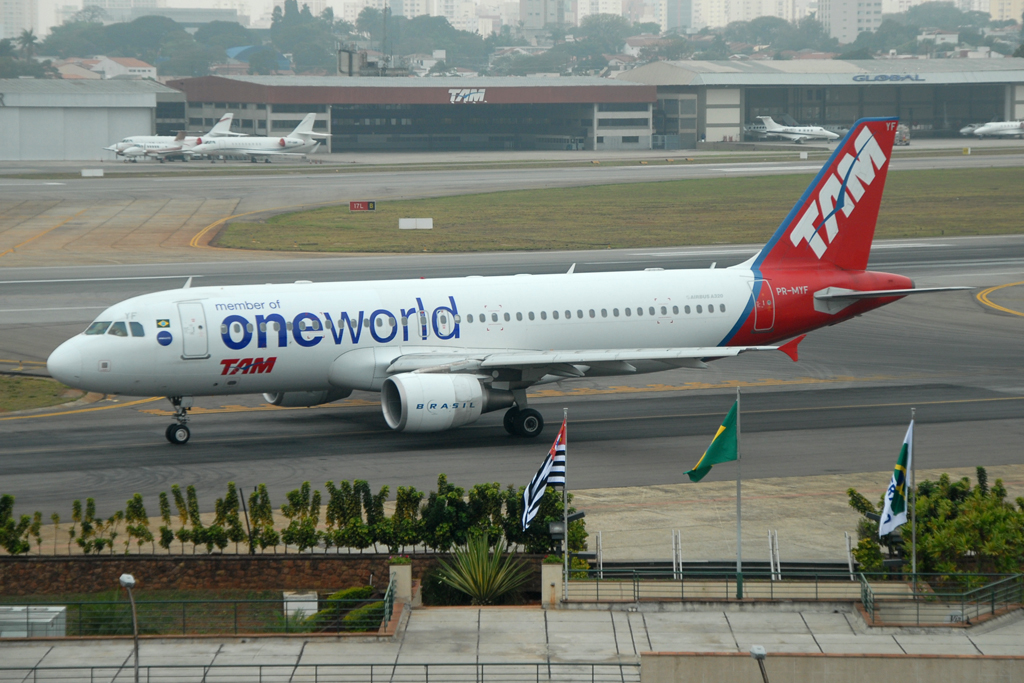
Un Airbus A320-200 di TAM in livrea Oneworld.

### Alleanza commerciale
Nel 2008 il consiglio di amministrazione di TAM accettò l'invito ad entrare a far parte di Star Alliance, poiché esistevano già accordi con diverse società membre. Tuttavia, nel 2013, dopo la creazione del gruppo LATAM Airlines, una delle condizioni imposte dagli organismi di regolamentazione del Brasile e del Cile era che le due società restassero in un'unica alleanza. Di conseguenza il 1º ottobre 2013, fu annunciato che TAM avrebbe lasciato Star Alliance per unirsi a Oneworld, come LAN. Questa decisione fu presa con lo scopo di aumentare l'offerta mondiale di TAM. Nel settembre 2019, fu annunciato che Delta Air Lines avrebbe acquistato una partecipazione del 20% nel gruppo cileno-brasiliano LATAM Airlines Group oltre a finanziare l'uscita di LATAM dall'alleanza Oneworld per entrare a far parte dell'alleanza SkyTeam, un'alleanza di cui Delta è parte. Il 31 gennaio 2020, il gruppo LATAM annunciò ufficialmente che avrebbe lasciato l'alleanza Oneworld e che avrebbe terminato la sua partnership con American Airlines a partire dal 1º maggio 2020.

### Creazione di LATAM Airlines Group
Nel 2010 i dirigenti di TAM e LAN annunciarono una fusione tra le due società, creando una holding chiamata LATAM Airlines Group. La fusione fu vista come una possibilità, di un ulteriore sviluppo di economie di scala tra le due società e che avrebbe comportato un vantaggio dei loro clienti con maggiori opzioni di volo e destinazioni disponibili. L'associazione tra LAN e TAM avrebbe comportato il trasporto di 60,3 milioni di passeggeri all'anno verso 150 destinazioni, con un fatturato di 13,5 miliardi di dollari e una flotta di 310 aeromobili. Il 6 agosto 2015, i manager annunciarono che, a partire dal 2016, LAN e TAM avrebbero adottato il marchio LATAM in tutte le loro operazioni. Il 5 maggio 2016 si concluse il processo di fusione, presentando la nuova linea dell'aeromobile, le divise dei dipendenti e gli spazi negli aeroporti.

### Recupero giudiziario
Il 9 luglio 2020, Latam Brasil ha annunciato di aver presentato istanza di fallimento ai sensi del Chapter 11 negli Stati Uniti a causa dei problemi economici attribuiti all'impatto della pandemia COVID-19 sull'aviazione, al fine di riorganizzare le attività e ridurre i costi operativi. Nonostante l'annuncio, l'azienda continua a operare normalmente.

## Identità aziendale

### Società controllate
- LATAM MRO - è una business unit di LATAM finalizzata ad offrire servizi di manutenzione, sia di aeromobili che dei suoi componenti per compagnie aeree e operatori aerei. Situato nel comune di São Carlos, utilizza l'aeroporto di São Carlos per accedere all'hub e ha una superficie totale di 4 600 000 metri quadrati[26]. Strutturato per servire gli aeromobili delle famiglie Airbus A320, Airbus A330, Fokker 100, ATR-42 e Boeing 767, offre anche servizi di manutenzione dei componenti[27].
- Museo TAM - nel novembre 2006 la TAM ha inaugurato il proprio Museo, inizialmente chiamato "Museu Asas de um Sonho" a São Carlos nello Stato di San Paolo, considerato il più grande museo privato di aerei della America Latina[28]. Ne fanno parte 80 esemplari di velivoli tra cui l'idrovolante italiano Savoia-Marchetti S.55 "Jahù" del 1924 ed un caccia tedesco Messerschmitt Bf 109[29].
- TAM Aviação Executiva - è una compagnia aerea brasiliana di aviazione esecutiva che utilizza piccoli jet e non è stata inclusa nell'accordo sindacale tra la compagnia brasiliana TAM Linhas Aéreas e la cilena LAN Airlines. L'azienda dispone di una flotta composta da jet Cessna, tra cui Citation X, Citation Excel, Citation III, Citation V, Citation II, Citation CJ3, Citation CJ2 e un elicottero Bell 407[30].

### Società controllate in passato
- TAM Pantanal - è stata fondata il 23 maggio 1993 nel Mato Grosso do Sul, per operare rotte commerciali in tutto il territorio brasiliano. Dopo alcuni anni, la sua sede è stata trasferita a San Paolo e all'inizio del 2009, nel mezzo di una crisi finanziaria, ha presentato istanza di fallimento alla giustizia di San Paolo. Nel dicembre dello stesso anno la sua acquisizione è stata annunciata da TAM Linhas Aéreas per 13 milioni di reais. Il 28 agosto 2013 la società ha cessato le proprie attività[31].
- VOTEC - è stata una compagnia aerea sussidiaria di TAM Linhas Aéreas. Nel 1986, dopo l'acquisto da parte di TAM, il nome fu cambiato in Brasil Central Linhas Aéreas, noto anche come BRC. Ha operato voli regionali nel nord e nel Midwest del Brasile e aveva anche un accordo di code-share con TAM. Nel 2000 è stata incorporata da TAM ma il marchio Brasil Central è stato utilizzato fino al 2003[6].

### Logo
Nel corso degli anni LATAM Brasil ha utilizzato i seguenti loghi:

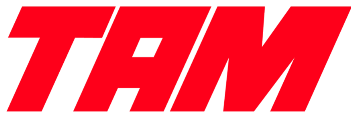
1980-2008
2008-2016
2016-presente

## Destinazioni

### Accordi commerciali
Ad aprile 2025 LATAM Brasil ha accordi di codeshare con le seguenti compagnie:
- Aeroméxico
- British Airways
- Cathay Pacific[33]
- China Eastern Airlines
- Delta Air Lines
- Finnair[34]
- Iberia
- Japan Airlines
- LATAM Chile
- LATAM Paraguay
- Lufthansa
- Voepass Linhas Aéreas
- Qatar Airways[35]
- Swiss International Air Lines
- Vueling
- WestJet

## Flotta

### Flotta attuale

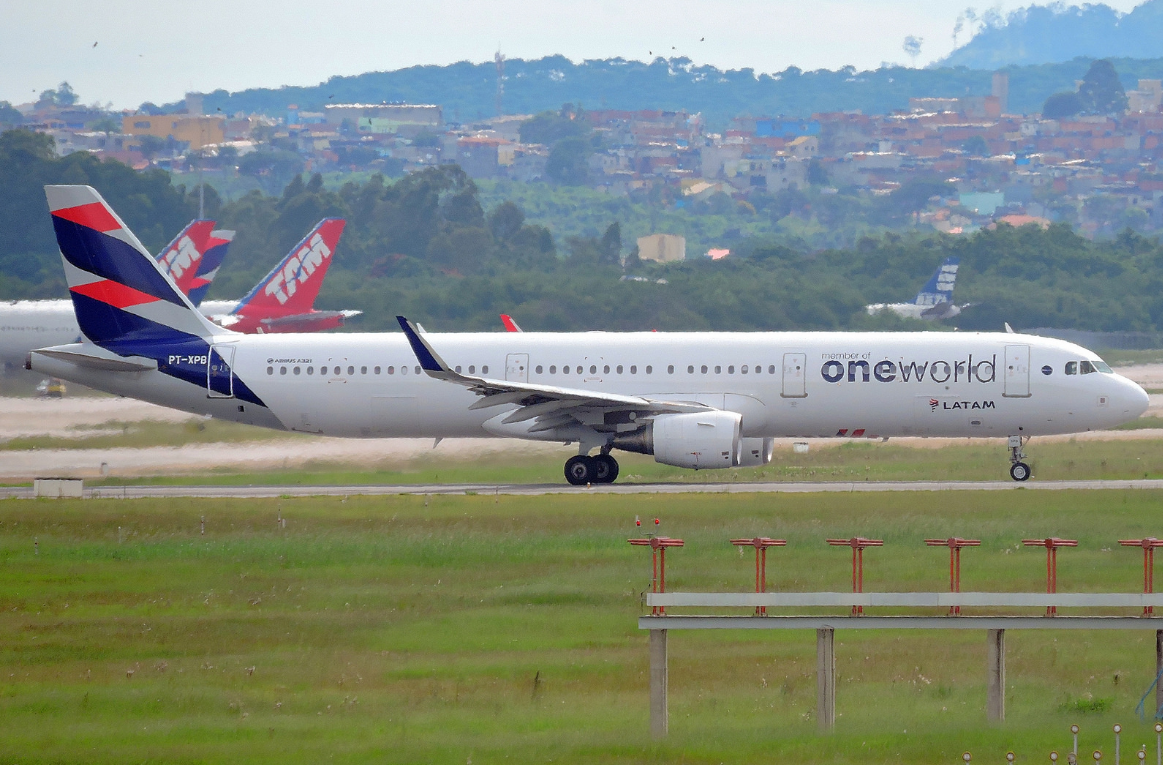
Un Airbus A321-200 in livrea Oneworld.

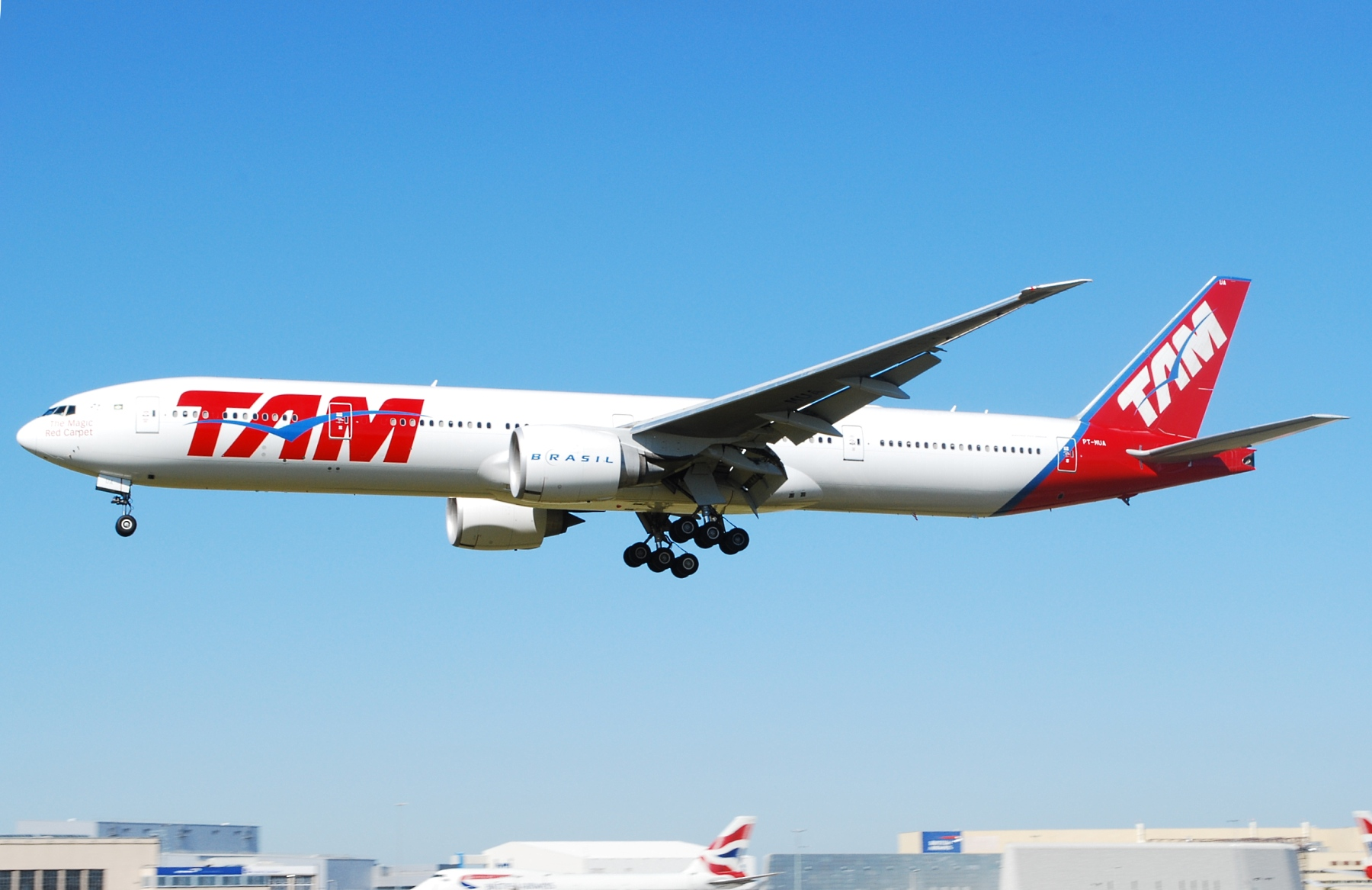
Un Boeing 777-300ER in livrea TAM.

Ad aprile 2025 la flotta di LATAM Airlines Brasil risulta composta dai seguenti aerei:

### Flotta storica

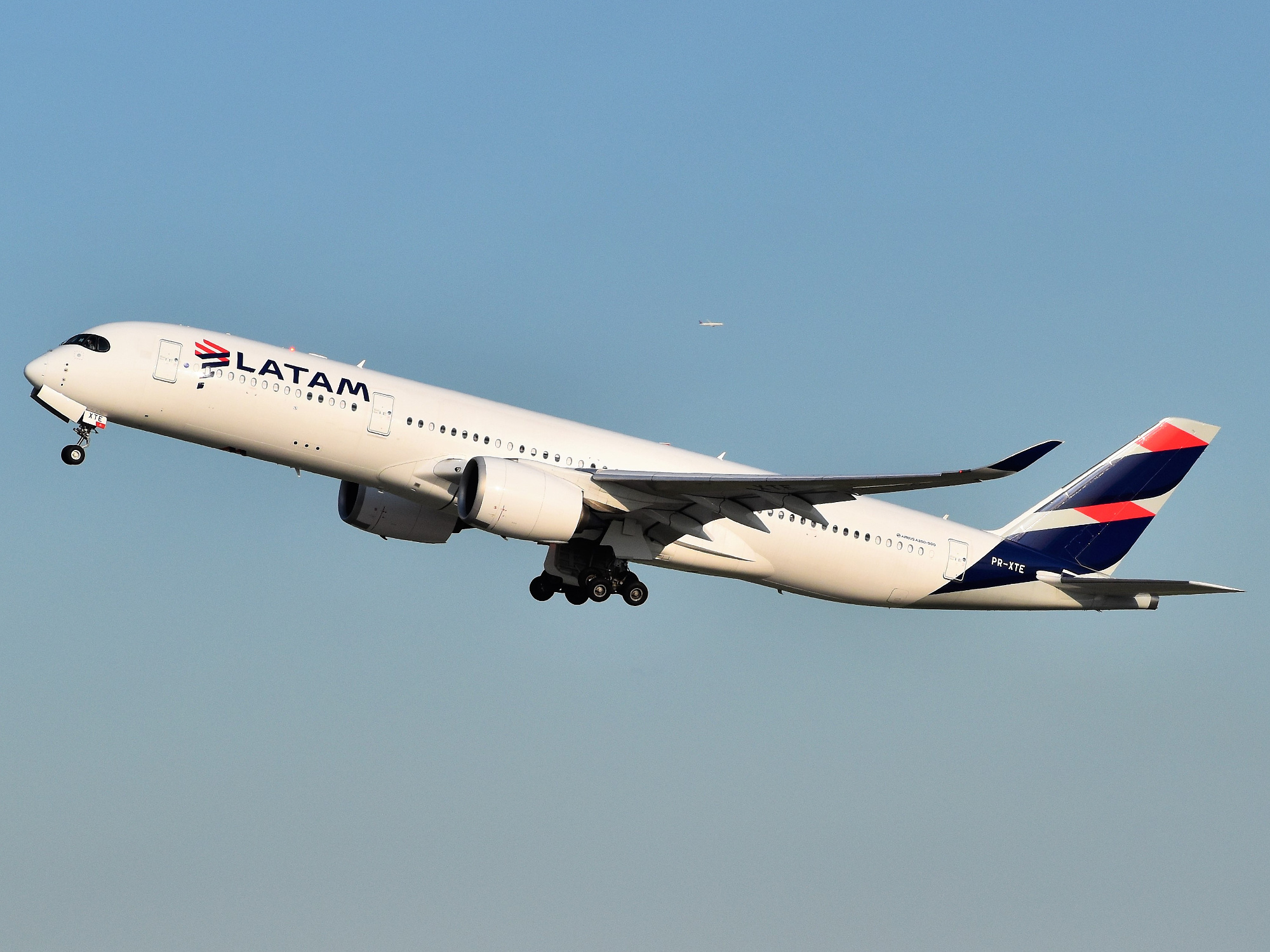
Un Airbus A350-900.

LATAM Airlines Brasil operava in precedenza con i seguenti aeromobili:

## Incidenti
- L'8 febbraio 1979, un Embraer EMB 110 che operava il volo da Bauru a San Paolo-Congonhas, mentre era in salita da Bauru, colpì gli alberi e si schiantò in un bosco. Tutti i 18 a bordo persero la vita.[37]
- Il 7 ottobre 1983, un Embraer EMB 110 che volava da Campo Grande e Urubupungá ad Araçatuba colpì il terreno appena prima della testata della pista dopo aver tentato due volte l'avvicinamento all'aeroporto di Araçatuba. Morirono tutti i sette a bordo.[38]
- Il 31 ottobre 1996, il volo TAM 402, operato da un Fokker F100, si schiantò in una zona residenziale poco dopo il decollo dall'aeroporto di San Paolo-Congonhas. Nel disastro morirono le 95 persone a bordo oltre ad altre quattro che si trovavano in casa. Quando l'aereo era decollato dalla pista, con entrambi i motori a piena potenza, un interruttore difettoso in combinazione con un possibile cortocircuito aveva causato il dispiegamento dell'inversore di spinta del motore destro. Lo squilibrio di potenza aveva portato l'aereo a rollare e virare a destra mentre si allontanava dalla pista.[39]
- Il 15 settembre 2001, il volo TAM 9755, operato da un Fokker F100, partì da Recife diretto a San Paolo. Durante il volo, l'aereo subì un guasto incontrollato a un motore. I frammenti delle pale e della copertura frantumarono tre finestrini della cabina, causando una decompressione incontrollata e risucchiando in parte il passeggero seduto al posto 19E fuori dall'aereo; questi perse la vita.[40]
- Il 17 luglio 2007, il volo TAM 3054, operato da un Airbus A320-200, si è schiantato contro un hangar dopo essere uscito di pista durante l'atterraggio e aver attraversato una strada. Nell'incidente hanno perso la vita 199 persone: i 187 tra passeggeri ed equipaggio dell'aereo e 12 che si trovavano a terra. Il rapporto finale indica due probabili cause per l'incidente: un guasto meccanico, che ha portato il motore ad accelerare nonostante la manetta fosse nella posizione corretta; oppure un errore del pilota che non ha seguito la corretta procedura indicata dai manuali in caso di inversore non funzionante e ha posizionato la manetta in modo errato.[41]